# 臺灣公務員福利列表
中華民國(台灣地區)公務員福利列表，列舉如下。

## 公務員職等分類
1. 特任：通常是政務官，如：院長級、副院長級、部長級、依憲法規定由總統提名並特任之人員、依憲法規定由行政院院長提請總統任命之人員、其他依法律規定之中央或地方政府比照簡任第十二職等以上職務之人員[1]。
2. 簡任：
3. 薦任：
4. 委任：

### 軍人
1. 上將（特任）
2. 將官（簡任）
3. 校官（薦任～簡任）
4. 尉官（委任～薦任）
5. 士官（委任）

### 警察
1. 警監特階（簡任）
2. 警監（簡任）
3. 警正（薦任）
4. 警佐（委任）

### 教師（公立）
1. 專科以上學校（校長）教授（簡任）
2. 高級中等學校校長（簡任）
3. 專科以上學校副教授（薦任～簡任）
4. 專科以上學校助理教授（薦任～簡任）
5. 專科以上學校講師（薦任）
6. 高級中等學校教師（委任～薦任）
7. 國民中小學校長（薦任）
8. 國民中小學教師（委任～薦任）
9. 專科以上學校助教（委任～薦任）

### 醫護人員
1. 師(一)級（簡任）
2. 師(二)級（薦任）
3. 師(三)級（薦任）
4. 士(生)級（委任）

## 福利列表

### 強制休假補助與國民旅遊卡
2000年，陳水扁政府執政後，將14日強制休假的不休假加班費改為補助名義發給，並以新臺幣16000元定額取代原有14日日薪金額（未具休假14日資格者，其全年最高補助總額按所具休假日數依比例核發，以每日新臺幣1143元計算），除此，並以新臺幣日薪600元補助於強制休假外的休假日數。比如，若具有30日休假資格的中華民國公務員，若該年度強制休假14日，一般休假10日，未休畢天數為6日，則除了獲得16000元的強制休假補助外，還可獲得一般休假補助費新臺幣6000元（一般休假日數×新臺幣600元定額）與其餘6日日薪的不休假加班費。
2001年－2002年，將強制休假補助以發票金額實報實銷。
2003年，中華民國公務人員強制休假補助首創改以持用國民旅遊卡消費方式報銷。推行其目的在於鼓勵台灣地區的軍公教人員利用休假及信用卡消費從事於中華民國境內跨縣市的國內旅遊，也促進台灣觀光事業與經濟景氣復甦。而該變革的主要原理，是將本有的補助，結合信用卡的額度與消費方式來取代。另外，除一般休假的600元補助或強制休假以外，未休畢天數的「不休假加班費」薪給制度則維持不變。
然而事實上，藉由國民旅遊卡發放之強制休假補助雖名為「補助」，財源卻是由剋扣公務員原先應得之部分不休假加班費再減額發給。政府不但沒有因為這項「補助」或「福利」而增加開支，每年反而藉由將不休假加班費減額改發強制休假補助費而省下27億。因此，也有人認為國民旅遊卡不但不是「福利」，反而是明顯的剝削。

### 退休軍公教人員優惠存款
| 軍人群體 | 人數    | 優存金額（平均值/每人） | 每年每人能領取的優存利息                           |
| -------- | ------- | ----------------------- | -------------------------------------------------- |
| 將領     | 約4千人 | 平均約240萬元新台幣     | 平均約43萬2千元新台幣（平均每月優存利息約36000元） |
| 軍、士官 | 20萬人  | 平均約50萬元新台幣      | 平均約9萬元新台幣（平均每月優存利息約7500元）      |

| 群體（已退休的34萬多人） | 人數百分比 | 總優存金額所要負擔的優存利息之百分比 |
| ------------------------ | ---------- | ------------------------------------ |
| 軍人                     | 58.36％    | 30.89％                              |
| 教師                     | 22.73％    | 44.67％                              |
| 公務員                   | 18.75％    | 23.84％                              |

### 請假規定

#### 不分性別
因事得請事假，每年准給五日。其家庭成員預防接種、發生嚴重之疾病或其他重大事故須親自照顧時，得請家庭照顧假，每年准給七日，其請假日數併入事假計算，超過規定日數之事假，應按日扣除俸（薪）給。
因結婚者，給婚假十四日，應自結婚之日前十日起三個月內請畢。但因特殊事由經機關長官核准者，得於一年內請畢。
因父母、配偶死亡者，給喪假十五日；繼父母、配偶之父母、子女死亡者，給喪假十日；曾祖父母、祖父母、配偶之祖父母、配偶之繼父母、兄弟姐妹死亡者，給喪假五日。除繼父母、配偶之繼父母，以公務人員或其配偶於成年前受該繼父母扶養或於該繼父母死亡前仍與共居者為限外，其餘喪假應以原因發生時所存在之天然血親或擬制血親為限。喪假得分次申請。但應於死亡之日起百日內請畢。 
因捐贈骨髓或器官者，視實際需要給假。

#### 女性
因疾病或安胎必須治療或休養者，得請病假，每年准給二十八日。女性公務人員因生理日致工作有困難者，每月得請生理假一日，全年請假日數未逾三日，不併入病假計算，其餘日數併入病假計算。其超過者，以事假抵銷。因重大傷病非短時間所能治癒或因安胎確有需要請假休養者，於依規定核給之病假、事假及休假均請畢後，經機關長官核准得延長之。其延長期間自第一次請延長病假之首日起算，二年內合併計算不得超過一年。但銷假上班一年以上者，其延長病假得重行起算。
因懷孕者，於分娩前，給產前假八日，得分次申請，不得保留至分娩後；於分娩後，給娩假四十二日；懷孕滿二十週以上流產者，給流產假四十二日；懷孕十二週以上未滿二十週流產者，給流產假二十一日；懷孕未滿十二週流產者，給流產假十四日。娩假及流產假應一次請畢。分娩前已請畢產前假者，必要時得於分娩前先申請部分娩假，並以十二日為限，不限一次請畢；流產者，其流產假應扣除先請之娩假日數。

#### 男性
因疾病必須治療或休養者，得請病假，每年准給二十八日。因重大傷病非短時間所能治癒、或確有需要請假休養者，於依規定核給之病假、事假及休假均請畢後，經機關長官核准得延長之。其延長期間自第一次請延長病假之首日起算，二年內合併計算不得超過一年。但銷假上班一年以上者，其延長病假得重行起算。
因配偶分娩或懷孕滿二十週以上流產者，給陪產假五日，得分次申請。但應於配偶分娩日或流產日前後合計十五日（含例假日）內請畢。

#### 其他規定
依據民國 107 年 11 月 16 日修正之公務人員請假規則，本規則所定之事假、家庭照顧假、病假、生理假、婚假、產前假、陪產假、喪假，得以小時計。

### 子女教育補助
待擴充。

### 喪葬補助
依《全國軍公教員工待遇支給要點》，公務員若父母或配偶死亡，可補助5個月薪俸額，加公保3個月保俸。若是12歲以上的子女死亡，則補助3個月薪俸額，加公保2個月保俸；若是12歲以下的子女死亡，則是補助3個月的薪俸額，加公保1個月保俸。